# Class of Nuke 'Em High Part II: Subhumanoid Meltdown
Class of Nuke 'Em High Part II: Subhumanoid Meltdown è un film del 1991, co-diretto da Eric Louzil e Donald G. Jackson, prodotto dalla Troma.
È il sequel di Class of Nuke 'Em High, co-diretto da Lloyd Kaufman, Michael Herz e Richard W. Haines nel 1986, ed è stato seguito nel 1994 da un terzo episodio: Class of Nuke 'Em High 3: The Good, the Bad and the Subhumanoid.

## Trama
Dopo cinque anni dalla sua distruzione, a causa di un mostro generato da un incidente alla vicina centrale nucleare, il Tromaville Institute of Technology, il college di Tromaville, riapre.
La professoressa Holt compie degli esperimenti usando come cavie gli studenti. L'aspirante giornalista Roger Smith si innamora di una ragazza e scopre che ella è in realtà una creatura della professoressa. Questa vuole infatti creare una nuova razza: i subumanoidi. I due si innamorano e dovranno affrontare un mostruoso scoiattolo gigante.

## Slogan promozionali
- «Student Power Meets Nuclear power!»
«Il potere studentesco incontra il potere nucleare!»